# Ivano Bamberghi
Ivano Bamberghi (San Martino di Lupari, 13 gennaio 1949) è un ex pattinatore di velocità su ghiaccio italiano.

## Biografia
Nato nel 1949 a San Martino di Lupari, in provincia di Padova, a 27 anni ha partecipato ai Giochi olimpici di Innsbruck 1976 nei 5000 m, dove è arrivato 28º con il tempo di 8'21"04.
Ha chiuso la carriera nel 1977, a 28 anni.